# Lope Balaguer
José Manuel López „Lope“ Balaguer (* 22. August 1925 in Santiago de los Caballeros; † 29. Januar 2015 in Santo Domingo) war ein dominikanischer Sänger.
Lope Balaguer debütierte bereits 1940 als Sänger im Rundfunk. 1944 trat er erstmals beim Sender La Voz del Yuna in Bonao mit dem Orquesta San José auf, mit dem er im Folgejahr unter Leitung des kubanischen Komponisten und Pianisten Julio Gutiérrez im Café Ariete in Santo Domingo debütierte. Die Revista HILL wählte ihn zum besten Sänger des Landes und gab ihm den Namen El tenor de la juventud. Im gleichen Jahr reiste er nach Kuba, wo er in Nachtclubs in Havanna und im Radio auftrat und den Künstlernamen Lope Balaguer annahm.
In Puerto Rico feierte er Erfolge im El Escambrón und 1946 wählte ihn die Zeitschrift Salón Fígaro in Santo Domingo neben Manuel Hernández  zum besten Sänger des Jahres. 1947 erhielt er einen Vertrag beim Sender La Voz del Yuna (ab 1949 La Voz Dominicana). Er unternahm Konzertreisen nach Puerto Rico, Venezuela, Kolumbien, Guatemala, El Salvador, Panamá, Haití, Guadalupe, Martinique und in die USA.
Seine ersten Plattenaufnahmen spielte Lope Balaguer 1946 mit Luis Benjamín in Puerto Rico ein. Mit dem Orchester von Antonio Morel nahm er eine Platte mit dominikanischen Liedern auf. Erfolgreich war er mit Liedern wie Nunca te lo he dicho von Papa Molina, Ni pie ni pisá von Luis Kalaff, Arenas del desierto von Héctor Incháustegui Cabral und Rafael Colón, Sígueme von Manuel Troncoso, Entonces me casaré por ti von Rafael Solano, Un día inolvidable von Pedro Vilar und De carne o hierro von Fernando Arias Cabello. Insgesamt nahm er 28 Langspielplatten, fünf CDs und in jüngerer Zeit mehrere Audio-CDs auf.